# Agnès Varda

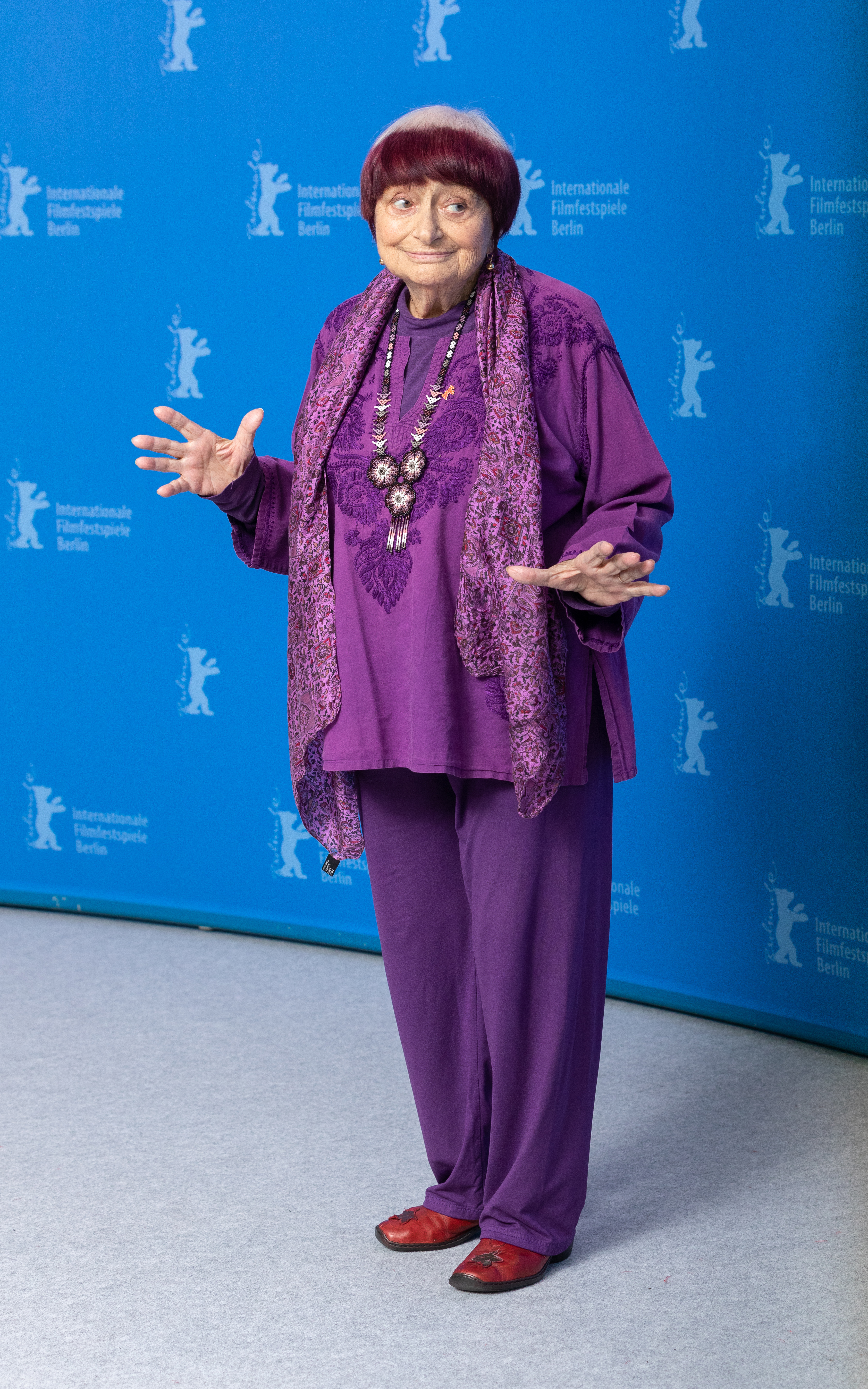
Agnès Varda (Februar 2019)

Agnès Varda (anhörenⓘ; * 30. Mai 1928 in Ixelles/Elsene, Region Brüssel-Hauptstadt, Belgien, als Arlette Varda; † 29. März 2019 in Paris) war eine französische Filmemacherin, Fotografin und Installationskünstlerin. Sie gilt als eine der Schlüsselfiguren des modernen Films und war eine der führenden Filmemacherinnen. Von einigen Kritikern wird sie als Grande Dame der Nouvelle Vague bezeichnet.

## Leben und Leistungen

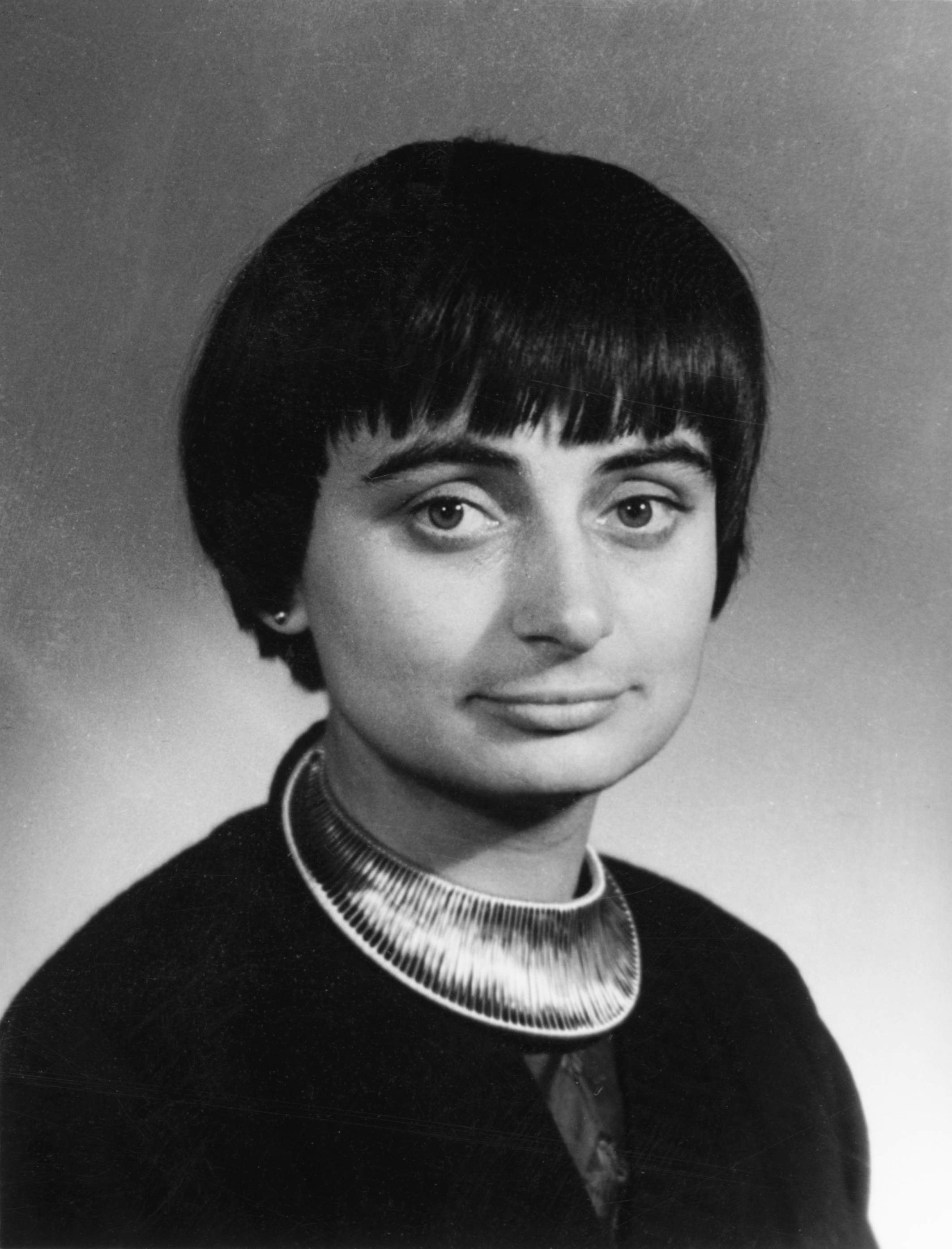
Agnès Varda (1962)

Agnès Varda wurde 1928 als Tochter eines Griechen und einer Französin in Ixelles/Elsene bei Brüssel geboren. Sie wuchs, nachdem die Familie 1940 vor dem Krieg aus Belgien geflohen war, zusammen mit ihren vier Geschwistern an der französischen Mittelmeerküste in Sète im unbesetzten Frankreich auf. Dort absolvierte Varda das Collège. Sie ging danach nach Paris, wo sie das Lycée Victor-Duruy besuchte. Mit dem Ziel, Kunstrestauratorin zu werden, studierte sie an der Sorbonne und an der École du Louvre Literatur, Kunstgeschichte und Philosophie. Anschließend machte sie eine Fotografenlehre.
1948 lernte sie den Theaterschauspieler und -regisseur Jean Vilar kennen, der sie einlud, das von ihm geleitete Festival von Avignon fotografisch zu dokumentieren. 1951 übernahm Vilar das Pariser Théâtre National Populaire (TNP) und machte Varda zur offiziellen Fotografin der Institution. Darüber hinaus war Varda für verschiedene Zeitschriften als Fotoreporterin tätig und bereiste China, Afrika, die USA und die UdSSR.
Mitte der 1950er Jahre bildeten Varda, Chris Marker und Alain Resnais in Paris einen losen Zusammenschluss von Filminteressierten, der nachträglich als ‚Groupe Rive Gauche‘ bezeichnet wurde, um ihn von der Gruppe der Filmkritiker der Zeitschrift Cahiers du cinéma abzuheben, die schließlich den Kern der Nouvelle Vague bildeten. Varda entwickelte ein Interesse daran, ihre Ideen zur Fotografie auch in bewegte Bilder umzusetzen. 1954 gründete sie eine Filmproduktionsgesellschaft, Tamaris Films. Mit geringem Budget drehte sie in und um Sète den Spielfilm La Pointe-Courte, dessen Form durch einen Roman von William Faulkner angeregt worden war. Bei der Arbeit an dem Film wurde sie von Resnais unterstützt, der den Schnitt besorgte und sich um den Vertrieb kümmerte. Die einzigen beiden professionellen Schauspieler des Films, Silvia Montfort und Philippe Noiret, kamen vom TNP.
Aus Vardas Beziehung mit dem Schauspieler und Regisseur Antoine Bourseiller ging 1958 eine Tochter hervor, bei deren Geburt die Eltern sich bereits getrennt hatten. Noch im selben Jahr lernte Varda den Regisseur Jacques Demy kennen, den sie 1962 heiratete und der ihre Tochter Rosalie adoptierte. Mit Demy blieb Varda bis zu seinem Tod im Oktober 1990 zusammen. Im Oktober 1972 kam ihr gemeinsamer Sohn Mathieu Demy auf die Welt, der später selbst Schauspieler, Regisseur und Drehbuchautor wurde.
1967 war sie neben Claude Lelouch, Jean-Luc Godard und Chris Marker an der Dokumentation Fern von Vietnam beteiligt. Dies war einer der ersten Filme, die sich kritisch mit dem Vietnamkrieg beschäftigten. 1969 entstand Lions Love, in dem unter anderem Andy Warhol und Jim Morrison zu sehen sind.
1987 drehte sie ein ungewöhnliches Filmporträt über Jane Birkin, Jane B… wie Birkin (Jane B. par Agnes V.), 1991 verfilmte sie als Hommage an Jacques Demy dessen Biografie mit dem deutschen Titel Jacquot.
Varda arbeitete bis kurz vor ihrem Tod als Regisseurin. 2019 lief ihr Dokumentarfilm Varda par Agnès außer Konkurrenz im Wettbewerb der Berlinale, wo Varda auch mit dem Ehrenpreis, der Berlinale Kamera, ausgezeichnet wurde. Bereits 2017 hatte sie den Ehrenoscar für ihr Lebenswerk erhalten. Agnès Varda starb im März 2019 im Alter von 90 Jahren in Paris an Krebs. Ihre letzte Ruhestätte fand sie auf dem Pariser  Cimetière Montparnasse (9. Division).
Ein paar Monate nach Vardas Tod diente ein Foto, das sie bei den Dreharbeiten zu ihrem Spielfilmdebüt La Pointe Courte (1955) zeigt, als Vorlage für das offizielle Festivalplakat der 72. Internationalen Filmfestspiele von Cannes.

## Filmografie
- 1954: La Pointe Courte
- 1958: O saisons, ô châteaux

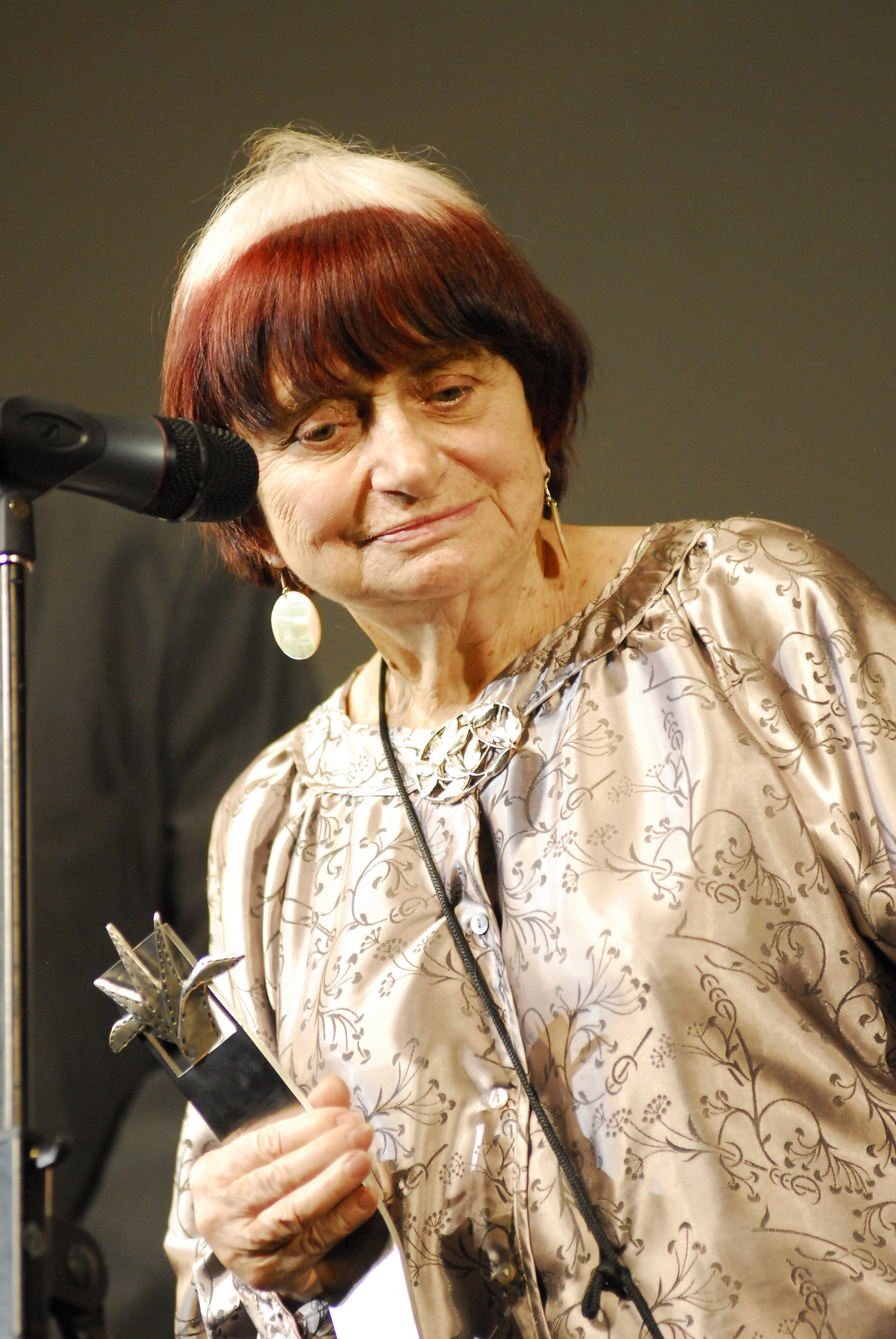
Beim Festival Internacional de Cine en Guadalajara (2010)

- 1958: Die Opera-Mouffe (L’opéra Mouffe)
- 1958: Du côté de la côte
- 1962: Mittwoch zwischen 5 und 7 (Cléo de 5 à 7)
- 1963: Salut les cubains
- 1965: Elsa la Rose
- 1965: Glück aus dem Blickwinkel des Mannes (Le bonheur)
- 1966: Die Geschöpfe (Les créatures)
- 1967: Oncle Yanco
- 1968: Black Panthers
- 1969: Lions Love
- 1975: Daguerreotypen – Leute aus meiner Straße (Daguerréotypes)
- 1975: Réponses des femmes
- 1976: Plaisirs d’amour en Iran
- 1977: Die eine singt, die andere nicht (L’une chante, l’autre pas)
- 1980: Mauerbilder (Mur murs)
- 1981: Menschengesichter (Documenteur)
- 1985: Vogelfrei (Sans toit ni loi)
- 1987: Die Zeit mit Julien (Kung-fu master!)
- 1988: Jane B… wie Birkin (Jane B. par Agnès V.)
- 1991: Jacquot (Jacquot de Nantes)
- 1995: Hundert und eine Nacht (Les cent et une nuits de Simon Cinéma)
- 1995: Die Welt ist ein Chanson – Das Universum des Jacques Demy (L’univers de Jacques Demy)
- 2000: Die Sammler und die Sammlerin (Les glaneurs et la glaneuse)
- 2002: Die Sammler und die Sammlerin… zwei Jahre später (Les glaneurs et la glaneuse… deux ans après)
- 2008: Die Strände von Agnès (Les plages d’Agnès)
- 2017: Augenblicke: Gesichter einer Reise (Visages Villages) (gemeinsam mit JR)
- 2019: Varda par Agnès

## Ausstellungen (Auswahl)
- 2013/2014: Agnès Varda in Californialand, Los Angeles County Museum of Art.[10]
- April–August 2025: Le Paris d’Agnès Varda, de-ci, de-là, Paris, Musée Carnavalet.[11]

## Ehrungen
- 2009: Kommandeur der Ehrenlegion
- 2010: Ehrendoktor der Universität Lüttich
- 2011: Preis der Académie royale de Belgique
- 2013: Großkreuz des Ordre national du Mérite
- 2013: Preis der Fédération Internationale des Archives du Film (FIAF), in Würdigung ihrer Bemühungen um den Erhalt des Filmerbes
- 2016: Max-Beckmann-Preis der Stadt Frankfurt am Main[12]
- 2023: Ehrung mit einem in vielen Ländern sichtbaren Google-Doodle[13]
- 2024: Die französische Post gibt zu Ehren von Agnès Varda eine Briefmarke heraus.[14]

## Filmpreise
1961 erschien der Film Mittwoch zwischen 5 und 7, der 1963 einen französischen Kritikerpreis gewann. 1965 entstand das Glück aus dem Blickwinkel des Mannes, ein Film mit einer stark feministischen Sichtweise. Auf der Berlinale 1965 erhielt Varda dafür den Spezialpreis der Jury.
Neben experimentellen Spielfilmen legte sie ihr Augenmerk in den 1970er Jahren auf Dokumentationen wie Black Panthers (1968 entstanden bei einer Reise in Amerika), Daguerrotypen (1975), Réponses des femmes (1975) und Ulysse (1981). Die Sammler und die Sammlerin wurde 2001 von der Los Angeles Film Critics Association als Bester Dokumentarfilm ausgezeichnet.
Für einige ihrer Filme bekam sie jeweils einen César in der Kategorie Bester Dokumentar-Kurzfilm oder für Die Strände von Agnès (2008) in der Kategorie Bester Dokumentarfilm.
- 1984: César für den besten Kurzfilm, für Ulysse
- 1985: Goldener Löwe bei den Filmfestspielen von Venedig, für Vogelfrei
- 2001: Ehren-César
- 2009: César für den besten Dokumentarfilm, für Die Strände von Agnès
- 2014: Ehrenleopard des Filmfestivals von Locarno
- 2014: Europäischer Filmpreis für ihr Lebenswerk
- 2015: Palme d’honneur des Festival de Cannes für ihr Lebenswerk[15]
- 2017: Ehrenoscar für ihr Lebenswerk[16]
- 2019: Berlinale Kamera

## DVD-Veröffentlichung
- Agnès Varda: Tout(e) Varda. Arte France Développement, Issy les Moulineaux 2012. (Die Box umfasst 22 DVDs mit den Filmen von Agnès Varda sowie das 114-seitige Begleitbuch Album d'Agnès V. – Images et notes latérales. Für die Filme sind optionale englische Untertitel vorhanden.)

## Dokumentation
- Agnès Varda – Filmkunst gegen den Strom. Regie: Pierre-Henri Gibert, ATRE F, Frankreich, 68 Minuten, 2023